# Galium corrudifolium
Espèce
Galium corrudifolium, le Gaillet à feuilles d'asperge, est une plante herbacée vivace méditerranéenne de la famille des Rubiacées.

## Synonymes
- Galium adriaticum Ronniger
- Galium ericoides Arv.-Touv.
- Galium lucidum subsp. corrudifolium (Vill.) Bonnier
- Galium mollugo subsp. corrudifolium (Vill.) Rouy
- Galium mollugo var. pallidulum (Jord.) Briq. & Cavill.
- Galium pallidulum Jord.
- Galium simplex Arv.-Touv.
- Galium virens Arv.-Touv.
- Galium lucidum subsp. corrudifolium O.Bolòs & Vigo